# Euploea stolli
Euploea stolli är en fjärilsart som beskrevs av Gustav Weymer 1885. Euploea stolli ingår i släktet Euploea och familjen praktfjärilar. Inga underarter finns listade i Catalogue of Life.